# 221454 Mayerlambert
221454 Mayerlambert este o planetă minoră (asteroid) din centura de asteroizi. A fost descoperită pe 23 ianuarie 2006 la Piszkéstetői Obszervatórium⁠(d) de Krisztián Sárneczky⁠(d). 
Obiectul prezintă o orbită caracterizată de o semiaxă mare de 3,1488797173267 UAi, o excentricitate de 0,026257898448461, o înclinație de 8,3581066596548 ° în raport cu ecliptica.